# Katharina Bullin
Katharina Bullin (n. 2 martie 1959, Eisenhüttenstadt, Brandenburg, Germania) este o sportivă germană, medaliată olimpică. A participat la o ediție a Jocurilor Olimpice (1980) în care a câștigat o medalie de argint.

## Participări
Lista de mai jos prezintă principalele competiții la care a participat Katharina Bullin de-a lungul carierei.
- volleyball at the 1980 Summer Olympics – women's tournament[*]